# Uvariopsis solheidii
Uvariopsis solheidii är en kirimojaväxtart som först beskrevs av De Wild., och fick sitt nu gällande namn av Robyns och Jean H.P.A. Ghesquière. Uvariopsis solheidii ingår i släktet Uvariopsis och familjen kirimojaväxter. Inga underarter finns listade i Catalogue of Life.